# Anton Reinthaler
Anton Reinthaler (* 12. Januar 1950 in Offenhausen) ist ein österreichischer Kapellmeister, Organist und Komponist.

## Leben
Anton Reinthaler studierte an der Universität für Musik und darstellende Kunst Wien Orgel bei Michael Radulescu, Chorleitung bei Hans Gillesberger, Komposition bei Anton Heiller, Lied und Oratorium bei Roman Ortner sowie Kirchenmusik und Gesang. Das Diplom in Kirchenmusik, den Abschluss Magister Artium sowie die Staatsprüfung in Musikpädagogik legte er ebenda ab.
In den Jahren von 1974 bis 2001 war Reinthaler Diözesankantor in Linz und von 1986 bis 2003 Domkapellmeister am Linzer Mariendom. Von 1992 bis 2001 wirkte als Lehrer für Chorsingen und Chorleitung am Diözesankonservatorium für Kirchenmusik Linz. Von 2002 bis 2004 war Reinthaler Leiter und Stimmbildner des Hans Sachs-Chores Wels/OÖ und von 2003 bis 2006 Leiter des neu gegründeten Franz Schubert-Chores Linz.
Seit dem Jahr 2005 ist er Leiter und Mitglied des Vokalensembles SoloCantus Linz, seit 2018 Hauptorganist an der Woehl-Orgel der Stadtpfarrkirche Linz sowie Organist in der Ursulinenkirche Linz und im Alten Dom Linz und seit dem Jahr 2019 Leiter der Chorgemeinschaft St. Anna Pregarten, Oberösterreich.
Anton Reinthaler ist Herausgeber und Komponist vor allem geistlicher Chormusik im eigenen Verlag. Seit Sommer 2007 ist er auch als Maler tätig. Seine von ihm selbst als „Musikbilder“ bezeichneten Arbeiten können dem abstrakten Expressionismus zugerechnet werden.

## Musikalische Werke
- Deutsches Proprium – für dreistimmigen gemischten Chor[4]
- Lieder für Bariton und Klavier – nach Texten von Rainer Maria Rilke, Christine Busta und Heinrich Heine[4]
- Markus-Messe – für Chor, Gemeindegesang und Orgel (1986)[4]
- Leidensgeschichte nach Johannes – für Soli und Chor (1992)[4]
- Kindermesse – für Instrumente und Gesang (1994)[4]
- Missa brevis in D
- Deutsche Bläsermesse in g
- Deutsche Bläsermesse in d
- Deutsche Messe in F
- Messe in A
- Kleine Messe in C
- Missa simplex
- Missa Una voce
- Psalm 126
- Psalm 27
- Christ ist erstanden – Osterlied
- Acht Adventlieder
- Chorheft ADVENT – (neun Chorlieder, acht Sätze zu Liedern aus „Gotteslob“, eine Motette)
- Chormappe zur Karwoche – (11 Werke für gemischten Chor)
- Gesänge zum Gründonnerstag
- Leidensgeschichte nach Johannes – Fassung für Männerchor
- Leidensgeschichte nach Lukas
- Leidensgeschichte nach Markus
- Leidensgeschichte nach Matthäus
- Vier Chorlieder – (H. D. Mairinger)
- Am Abend zu singen – (H. Reinthaler)
- Das Gleichnis von den einfältigen und klugen Mädchen
- O magnum mysterium – Motette
- „Gebet“ nach Rainer Maria Rilke – Motette
- St. Markus – Kindermesse
- Sechs Lieder mit Klavier